# Roberto Campos
Roberto de Oliveira Campos (ur. 17 kwietnia 1917 w Cuiabá, zm. 9 października 2001 w Rio de Janeiro) – brazylijski ekonomista, dyplomata, pisarz i polityk, ambasador w Stanach Zjednoczonych (1961-1964) i w Wielkiej Brytanii, minister planowania (1964-1967), kierował polityką gospodarczą rządzącej junty wojskowej.